# Prostitución en Azerbaiyán
La prostitución en Azerbaiyán es ilegal pero común. Su práctica es considerada una ofensa administrativa, y es sancionada mediante una multa. La administración de un burdel es una ofensa criminal, y cuyas condenas pueden ser superiores a los 6 años de cárcel. En 2017, un anteproyecto de ley fue propuesto en la Asamblea Nacional, en el que endurecían las multas hacia quienes mantenían un burdel. Se estima que un total de 25 054 prostitutas en Azerbaiyán, y cuyo rango etario promedia entre los 15 y los 18 años.
Durante la era soviética, la prostitución era una práctica poco común, excepto para quienes trabajaban para la KGB, en la que integraban muchos/as informantes.
En el distrito de Badamdar de la capital, Bakú,  hay muchas cafeterías en donde las prostitutas solicitan clientes. En 2011, más de 300 residentes locales realizaron una protesta ante esta situación. Las prostitutas también pueden ser encontradas en las cafeterías de la Calle Nizami (conocido localmente como "Torgovaya" – Calle del Comercio), ubicada en el centro de la capital del país.
El país es una zona de destino para el turismo sexual, particularmente por parte de hombres que provienen de Irán, los Emiratos Árabes Unidos y Kuwait.

## Tráfico sexual
Azerbaiyán es un país de origen, tránsito y destino para mujeres y niños sometidos al tráfico sexual. Estas víctimas provienen especialmente de Malasia, Turquía, Rusia, y los Emiratos Árabes Unidos. Los traficantes utilizan cada vez más el internet para reclutar víctimas. Azerbaiyán es destino para la trata de personas provenientes de Ucrania, y en años anteriores, desde China, Rusia, Turquía, Turkmenistán, y Uzbekistán. En años anteriores, el país ha sido una zona de tránsito de esta clase de tráfico desde Asia Central hasta los Emiratos Árabes Unidos, Turquía e Irán.
La Ley sobre la Lucha contra la Trata de Personas y el Artículo 144 del código penal prohíbe el tráfico sexual y laboral, y establece sanciones que van entre los 5 y los 15 años de prisión. El gobierno ha investigado 22 casos de explotación sexual en 2016. El gobierno procesó a 30 personas bajo los cargos de tráfico sexual y condenaron a 28, comparado con los 18 condenados en 2015. Dos traficantes fueron condenados entre 1 y 5 años de cárcel, mientras que el resto recibió entre 5 y 10 años de prisión.
La Oficina de Monitoreo y Combate al Tráfico de Personas del Departamento de Estado de los Estados Unidos posicionó a Azerbaiyán como un país de 'Nivel 2'.